# Psilalcis eubostryx
Psilalcis eubostryx là một loài bướm đêm trong họ Geometridae.